# Echinococcus vogeli
Echinococcus vogeli ist ein parasitischer Bandwurm aus der Gattung Echinococcus und einer der beiden Erreger der Polyzystischen Echinokokkose, einer Emerging Infectious Disease Süd- und Mittelamerikas.
Übertragungen auf den Menschen erstrecken sich von Nicaragua bis Chile und Argentinien. Der Bandwurm selbst benötigt in seinem Lebenszyklus zwei Wirte. Dies sind große heimische Nagetiere (Paka, Agutis, Pakarana) als Zwischenwirt und der Waldhund als Endwirt, wobei hier auch Haushunde befallen werden, die sich durch Verfütterung von Jagdresten anstecken und nunmehr den Bandwurm auf den Menschen übertragen.
Die Krankheit, die von E. vogeli hervorgerufen wird, ist die polyzystische Echinokokkose (PE). Bei dieser Form der Echinokokkose finden sich in den befallenen Organen, meist der Leber, viele Blasen, die eine Ähnlichkeit mit alveolärer Echinokokkose wie auch mit zystischer Echinokokkose aufweisen und daher morphologisch als Anpassung von E. vogeli an ihre großen Nagetierwirte angesehen wird. Der Bandwurm E. vogeli ist für die meisten Fälle von polyzystischer Echinokokkose verantwortlich. Als Ursache wird angenommen, dass seine Hauptwirte Wildhunde sind, die ihren Kot nicht verscharren. Der zweite Erreger, E. oligarthra, befällt hingegen vorrangig Katzen, die ihren Kot verscharren. Daher besteht für den Menschen eine größere Chance, mit den Eiern von E. vogeli in Kontakt zu kommen und sich zu infizieren.